# Proechimys guairae
Proechimys guairae е вид бозайник от семейство Бодливи плъхове (Echimyidae).

## Разпространение
Видът е разпространен във Венецуела.